# 트레이 에드워드 슐츠
트레이 에드워드 슐츠(Trey Edward Shults, 1988년 10월 6일 ~ )는 미국의 영화 감독, 영화 각본가, 영화 편집자, 배우이다.

## 작품 목록
- 크리샤 (2015)
- 잇 컴스 앳 나이트 (2017)
- 웨이브스 (2019)
- 허리 업 투모로우 (2025)